# Emma Pollock

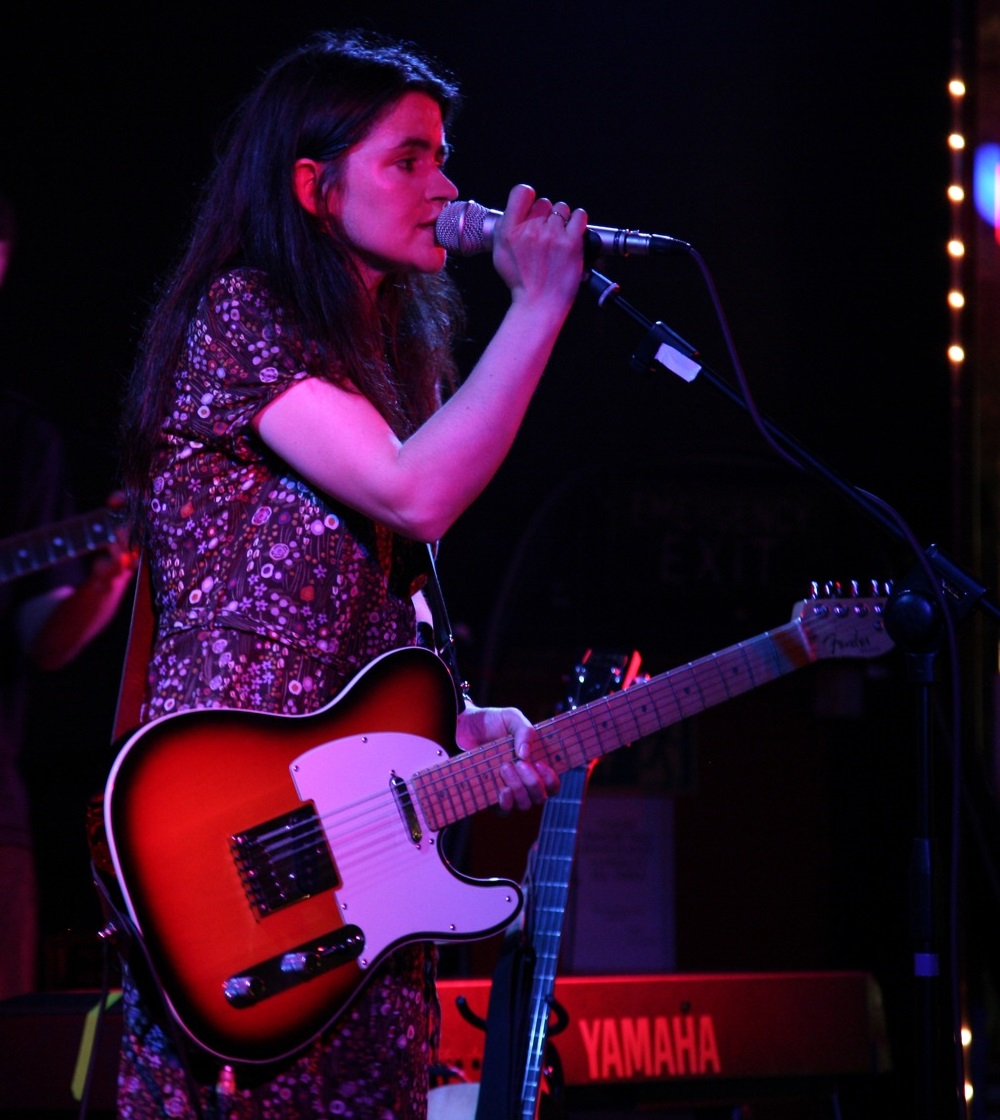
Emma Pollock

Emma Pollock – szkocka piosenkarka, autorka piosenek i gitarzystka. Współzałożycielka zespołu The Delgados. Po rozpadzie zespołu w 2005 roku, podpisała kontakt na nagranie solowej płyty z 4AD.
17 września 2007 wyszedł jej pierwszy solowy album „Watch the fireworks”.

## Dyskografia
- Adrenaline (singiel 28 maja 2007 r.)
- Acid Test (singiel 3 września 2007 r.)
- Watch the fireworks (album 17 września 2007 r.)
- Paper and Glue (singiel 26 listopada 2007 r.)
- The Law of Large Numbers (album 1 marca 2010 r.)